# Sarima nigroclypeata
Sarima nigroclypeata är en insektsart som beskrevs av Melichar 1906. Sarima nigroclypeata ingår i släktet Sarima och familjen sköldstritar. Inga underarter finns listade i Catalogue of Life.